# Georg Wallin den yngre
Georg (Jöran) Wallin den yngre, född 31 juli 1686 i Gävle, död den 16 maj 1760 i Göteborg, var en svensk teolog.

## Biografi
Georg Wallin var son till Georg Wallin den äldre, som var överhovpredikant och superintendent i Härnösands stift. Modern hette Ingrid Gadd och tillhörde en prästsläkt. I Uppsala, där han vid tio års ålder inskrevs i studentmatrikeln, erhöll Wallin den filosofiska graden 1707, varefter han för sin vidare utbildning besökte de förnämsta universiteten i Tyskland, Holland och England. Befordrad 1710 till teologie lektor i Härnösand anträdde han 1720 en ny utrikes resa till Tyskland och Frankrike, under vilken han promoverades till teologie doktor i Wittenberg. 
Efter hemkomsten förordnades han 1724 till hovpredikant hos kung Fredrik I samt blev bibliotekarie vid  universitetsbiblioteket i Uppsala 1727 och tillika fjärde teologie professor där 1732. Tre år senare blev Wallin superintendent på Gotland samt utnämndes 1744 till biskop över Göteborgs stift.  
Som stiftsstyresman utmärkte sig Wallin för driftighet och ordningssinne. Han var strängt ortodox. Bland hans historiska skrifter kan nämnas Gothländska samlingar, Sigtuna stans et cadens (1729-32), Runographia gothlandica och 'Lapponia christiana. Wallin är representerad med teckningar av kyrkor, runstenar och andra minnesmärken vid Kungliga biblioteket i Stockholm.
Wallins första hustru hette Elisabeth Palmroth och var dotter till professor Johan Palmroot, och andra hustrun Margareta Schröder, en svägerska till biskop Herman Schröder. Barnen i andra äktenskapet adlades Wallenstråle, däribland Martin Georg Wallenstråle. En dotter i första äktenskapet var gift med efterträdaren i Visby, Martin Wilhelmsson Kammecker.